# Oreoglanis siamensis
Oreoglanis siamensis là một loài cá thuộc họ Sisoridae. Nó là loài đặc hữu của Thái Lan.